# World of Horror
World of Horror (japonsky 恐怖の世界, Kjófu no sekai) je hororová hra na hrdiny inspirovaná díly Džundžiho Ita a H. P. Lovecrafta v 1bitovém pixel art stylu. Hra byla vytvořena polským vývojářem Pawełem Koźmińskim a vydána společností Ysbryd Games. Vyšla 20. února 2020 v předběžném přístupu na platformách Steam, GOG.com a Microsoft Store. V plné verzi byla vydána 19. října 2023 pro osobní počítače s macOS a Windows a 26. října téhož roku pro konzole Nintendo Switch, PlayStation 4 a PlayStation 5.
Titul se odehrává roku „198X“ ve fiktivním japonském městě Šiokawa. Hráč má za cíl prozkoumat různá místa a bojovat s tvory z jiného světa, aby zastavil hrozící apokalypsu.

## Hratelnost
World of Horror je roguelite hra na hrdiny, jež je postavena na jednotlivých průchodech sestávajících ze čtyři nebo pěti různých „záhad“, které je třeba vyřešit. Po dokončení každé ze záhad získá hráč klíč; klíče na konci průchodu hrou použije ke vstupu do zamčeného majáku, aby porazil jednoho z několika možných Starších bohů, kteří ohrožují město. Hráč tak musí učinit dříve, než ukazatel „DOOM“ (česky zkáza) ve hře dosáhne 100 %, což označuje okamžik, kdy je entita vyvolána. Ukazatel se zvyšuje pokaždé, když hráč provede nějakou akci, a může se dále zvyšovat v důsledku určitých událostí. Každý ze Starších bohů používá různé jedinečné efekty nebo omezuje hraní.
Hra obsahuje tahové souboje, ve kterých hráč za sebou plánuje akce a útoky proti nepřátelským bytostem, z nichž mnohé jsou založeny na stvořeních z japonských hororových mang nebo městských legend, jako je například Kučisake-onna. Mechaniky průzkumu a řešení hádanek přinášejí do hry prvky adventur a roguelike titulů.

## Vývoj
Autorem hry je Paweł Koźmiński (alias Panstasz), jenž ji vyvíjel mimo svou pracovní dobu zubaře. Všechny kresby ve hře byly vytvořeny pomocí programu Malování. Spoluautorkou scénáře je Cassandra Khaw a hudbu složili ArcOfDream a Qwesta. Zájem o vydání titulu na konzolích byl projeven již v roce 2020, přičemž datum vydání bylo odhaleno v listopadu 2022 během události Indie World pořádané společností Nintendo.

## Přijetí
| Agregátor  | Skóre                             |
| ---------- | --------------------------------- |
| Metacritic | PC: 77/100 NS: 81/100 PS4: 76/100 |

| Udělil        | Skóre  |
| ------------- | ------ |
| Destructoid   | 8/10   |
| Edge          | 7/10   |
| Eurogamer     | 3/5    |
| Nintendo Life | 8/10   |
| PC Gamer (UK) | 85/100 |